# Slobozia (Moldavie)
Slobozia est une ville moldave située dans le raion de Slobozia. Le recensement de 2004 compte une population d’environ 16 000 habitants.